# Plötzenseer Totentanz
Der Plötzenseer Totentanz ist ein Kunstwerk des Wiener Malers und Bildhauers Alfred Hrdlicka in der Gedenkkirche im Evangelischen Gemeindezentrum Plötzensee in Berlin-Plötzensee. Auf 16 Tafeln greift Hrdlicka das Motiv der mittelalterlichen Totentänze auf und verweist damit auf die heutige Bedrohung der Menschen und Völker durch Gewalt, Macht und Willkür. Auf allen Tafeln sind zwei Rundfenster zu sehen sowie ein Balken mit Fleischerhaken – ein Hinweis auf den ehemaligen Hinrichtungsschuppen im nahegelegenen Gefängnis (heute Gedenkstätte Plötzensee).

## Die Entstehung des Plötzenseer Totentanzes
Mitte der 1960er Jahre entstand nahe der Gedenkstätte Plötzensee das Neubaugebiet Paul-Hertz-Siedlung. Dies veranlasste die Evangelische Kirchengemeinde Charlottenburg-Nord, für die Menschen in dem neuen Stadtteil ein zweites Gemeindezentrum zu errichten. Von Anfang an wurde dessen Gottesdienstraum als Gedächtniskirche für die Opfer von Plötzensee geplant. Der damalige Gemeindepfarrer Bringfried Naumann gewann den Wiener Künstler Alfred Hrdlicka für die künstlerische Ausgestaltung. Dieser fertigte zunächst 27 Entwurfszeichnungen an, auf deren Grundlage er dann die 12 Tafeln schuf, die zur Einweihung der Kirche am 1. Advent 1970 fertig waren. Die restlichen Tafeln (Emmaus – Abendmahl – Ostern sowie Kain und Abel) wurden 1972 angebracht.

## Die Tafeln
Die Tafeln, 3,50 Meter hoch und 0,99 Meter breit, sind grundierte, 19 Millimeter dicke Tischlerholzplatten, auf die Zeichnungen mit Bleistift, Kohle, Tusche, Deckweiß und Rötel aufgetragen sind.
Auf allen Tafeln sind der Stahlträger und die Eisenhaken und (bis auf eine Ausnahme) die Rundbogenfenster aus dem Hinrichtungsschuppen Plötzensee zu erkennen.
Der Totentanz zeigt in locker verbundener Reihe eine Assoziationskette von biblischen und gegenwartsbezogenen Themen, welche gegen Menschen gerichtetes Unrecht, Gewalt und Tod darstellen.

## Die Tafeln im Einzelnen
Westwand:
Kain und Abel – Tod im Boxring – Tod im Showbusiness – Tod eines Demonstranten (2 Tafeln)
Die Tafel mit dem Thema „Kain erschlägt seinen Bruder Abel“ eröffnet den Totentanz. Diesem nach biblischer Überlieferung ersten Mord der Menschheitsgeschichte (Genesis 4,1-8 ) stellt Hrdlicka Todes- bzw. Gewaltsituationen seiner Zeit zur Seite.
Tod einer Minderheit ist die einzige einzeln stehende Tafel. Diese Tafel hat Hrdlicka „der Ausrottung einer Rasse (der indianischen) gewidmet, die heute längst zur Minderheit geworden ist“. Sie kann als ein Mahnmal gegen jede Art von „ethnischer Säuberung“ gelten.
Ostwand:
Tod in Plötzensee: Enthauptung Johannes’ des Täufers – Massenhinrichtung in Plötzensee (2 Tafeln) – Die Guillotine
Die Überlieferung von der Enthauptung Johannes’ des Täufers (Neues Testament, u. a. Matthäus 14,3-12 ) bildet die biblische Bezugsgeschichte zu den Morden in Plötzensee 1933–1945. Auf den Tafeln, die im Kirchraum in der Richtung angebracht sind, in der sich der Hinrichtungsschuppen Plötzensee befinden, sind die beiden Hinrichtungsarten, die dort durchgeführt wurden, dargestellt: Die Urteile wurden zunächst seit 1937 mit der Guillotine vollstreckt. Nachdem die Guillotine durch einen Bombenangriff verwendungsunfähig geworden war, wurde das Hängen eingeführt. Hitler selbst ordnete an, dass im Hinrichtungsschuppen ein Stahlträger angebracht wurde, an dessen acht Eisenhaken als erste Opfer Mitglieder der „Roten Kapelle“ und nach dem 20. Juli 1944 neunzig Menschen, die diesen Widerstandskreisen angehörten oder als deren Helfer ermordet wurden.
Nordwand:
Kreuzigung (3 Tafeln: Linker Schächer – Gekreuzigter – Rechter Schächer)
Die Hinrichtung Jesu Christi am Kreuz (Markus 15,20-41 ) wird von Hrdlicka unter Aufnahme von traditionellen Elementen der christlichen Kunst dargestellt: rechts und links von Jesus die beiden Räuber („Schächer“), er selbst gekennzeichnet durch die Dornenkrone. Aber die Kreuzigung wird in den Hinrichtungsschuppen von Plötzensee verlegt: statt des Kreuzes dient der Stahlträger als Galgen, die Eisenhaken übernehmen die Funktion der Nägel. So setzt Hrdlicka Golgota und Plötzensee in Beziehung zueinander.
Emmaus – Abendmahl – Ostern
Das Emmaus-Bild wurde von Hrdlicka zuletzt in Angriff genommen und zum 1. Advent 1972 fertiggestellt. Es soll als Bild des „Auferstehungsglaubens der christlichen Gemeinde Ruhe und Frieden, Trost und Überwindung, Mut und Hoffnung zum Ausdruck bringen“. Biblischer Hintergrund ist die neutestamentliche Erzählung von den zwei Jüngern, die nach dem Tod Jesu in einem Fremden, der mit ihnen das Brot brach, den Auferstandenen erkennen (Lukas 24,13-35 ). Die Szene in Hrdlickas Emmaus-Bild erinnert an eine Gefängniszelle, mehrere Personen hocken beieinander, nach links wird ein Mann von einem Uniformierten abgeführt. Den Hinweis auf die Emmaus-Geschichte gibt die helle Mittelfigur, die – kaum erkennbar – das Brot bricht.

## Bedeutung
Hrdlickas Werk ist in der Kunstgeschichte die erste Totentanzdarstellung im Hauptraum einer Kirche; gleichzeitig ist es die erste völlige Neuschöpfung eines monumentalen Totentanzes im 20. Jahrhundert. Es zählt „zum Eindrucksvollsten seines Oeuvres“ und wurde von der Katholischen Presseagentur Wien als „das wichtigste Werk zeitgenössischer kirchlicher Kunst in Berlin“ bezeichnet.